# Gastrodia peichatieniana
Gastrodia peichatieniana är en orkidéart som beskrevs av Shao Shun Ying. Gastrodia peichatieniana ingår i släktet Gastrodia och familjen orkidéer. Inga underarter finns listade i Catalogue of Life.